# ميخائيل مولر
ميخائيل مولر (بالإنجليزية: Michael Müller)‏ هو عالم عقيدة وكاتب أمريكي، ولد في 1825، وتوفي في 1899.